# Krathos
Krathos is een volleybalvereniging in de gemeente Midden-Groningen in de Nederlandse provincie Groningen.
De vereniging is in 2012 ontstaan uit omnisportvereniging D.F.S. Hiermee startte de vereniging met 27 trainingsgroepen, ruim 20 competitiespelende teams en rond de 300 leden. 

## Geschiedenis
Door Oefening Sterk (DOS) start in 1930 met het aanbieden van volleybal in Hoogezand-Sappemeer. DOS wordt opgestart in de gemeente. Naast atletiek en gymnastiek wordt er ook volleybal beoefend.
Eind jaren 1960 fuseerden de volleybalverenigingen Durate en Actief en gingen verder onder de naam Durack (Durate-Actief Kombinatie). In 1970 werd in APB Tapijthandel een naamsponsor gevonden, waarna de naam ABP/Durack werd. In 1978 werd Durack hernoemd naar het kortere DAK. Lodewijk Geveke was in die tijd tevens de nieuwe sponsor van DAK wat leidde tot de naam Lodewijk Geveke/DAK. In de jaren 1990 werd Formido de nieuwe hoofdsponsor en Formido/DAK de nieuwe naam. 
DOS voegt zich samen met H.S. en W.I.K. in 1972 en gaan verder onder de naam Door Fusie Sterk (DFS). DFS zoekt de samenwerking om zowel op financieel als sporttechnisch niveau betere resultaten te boeken en meer invloed te hebben op het gemeentelijk apparaat. 
In 2000 voegt DAK zicht bij DFS, waarna in 2012 de naam DFS veranderd wordt in het huidige Krathos. 

## Niveau heren vanaf 2012
| Seizoen     | 4e Klasse | 3e Klasse | 2e Klasse | 1e Klasse | Promotieklasse | 3e Divisie | 2e Divisie | 1e Divisie | Eredivisie |
| ----------- | --------- | --------- | --------- | --------- | -------------- | ---------- | ---------- | ---------- | ---------- |
| 2012 - 2013 | 1         | 1         | 2         | 0         | 0              | 1          | 0          | 0          | 0          |
| 2013 - 2014 | 0         | 1         | 1         | 1         | 1              | 0          | 0          | 0          | 0          |
| 2014 - 2015 | 0         | 1         | 1         | 1         | 1              | 0          | 0          | 0          | 0          |
| 2015 - 2016 | 0         | 1         | 1         | 1         | 0              | 1          | 0          | 0          | 0          |
| 2016 - 2017 | 1         | 0         | 1         | 1         | 0              | 1          | 0          | 0          | 0          |
| 2017 - 2018 | 1         | 0         | 2         | 0         | 0              | 0          | 1          | 0          | 0          |

## Niveau dames vanaf 2012
| Seizoen     | 4e Klasse | 3e Klasse | 2e Klasse | 1e Klasse | Promotieklasse | 3e Divisie | 2e Divisie | 1e Divisie | Eredivisie |
| ----------- | --------- | --------- | --------- | --------- | -------------- | ---------- | ---------- | ---------- | ---------- |
| 2012 - 2013 | 0         | 1         | 2         | 0         | 1              | 0          | 0          | 0          | 0          |
| 2013 - 2014 | 1         | 1         | 1         | 0         | 1              | 0          | 0          | 0          | 0          |
| 2014 - 2015 | 1         | 1         | 2         | 0         | 1              | 0          | 0          | 0          | 0          |
| 2015 - 2016 | 0         | 1         | 3         | 0         | 1              | 0          | 0          | 0          | 0          |
| 2016 - 2017 | 1         | 1         | 2         | 0         | 1              | 0          | 0          | 0          | 0          |
| 2017 - 2018 | 0         | 2         | 2         | 1         | 0              | 0          | 0          | 0          | 0          |